# St. Margaretha (Issing)

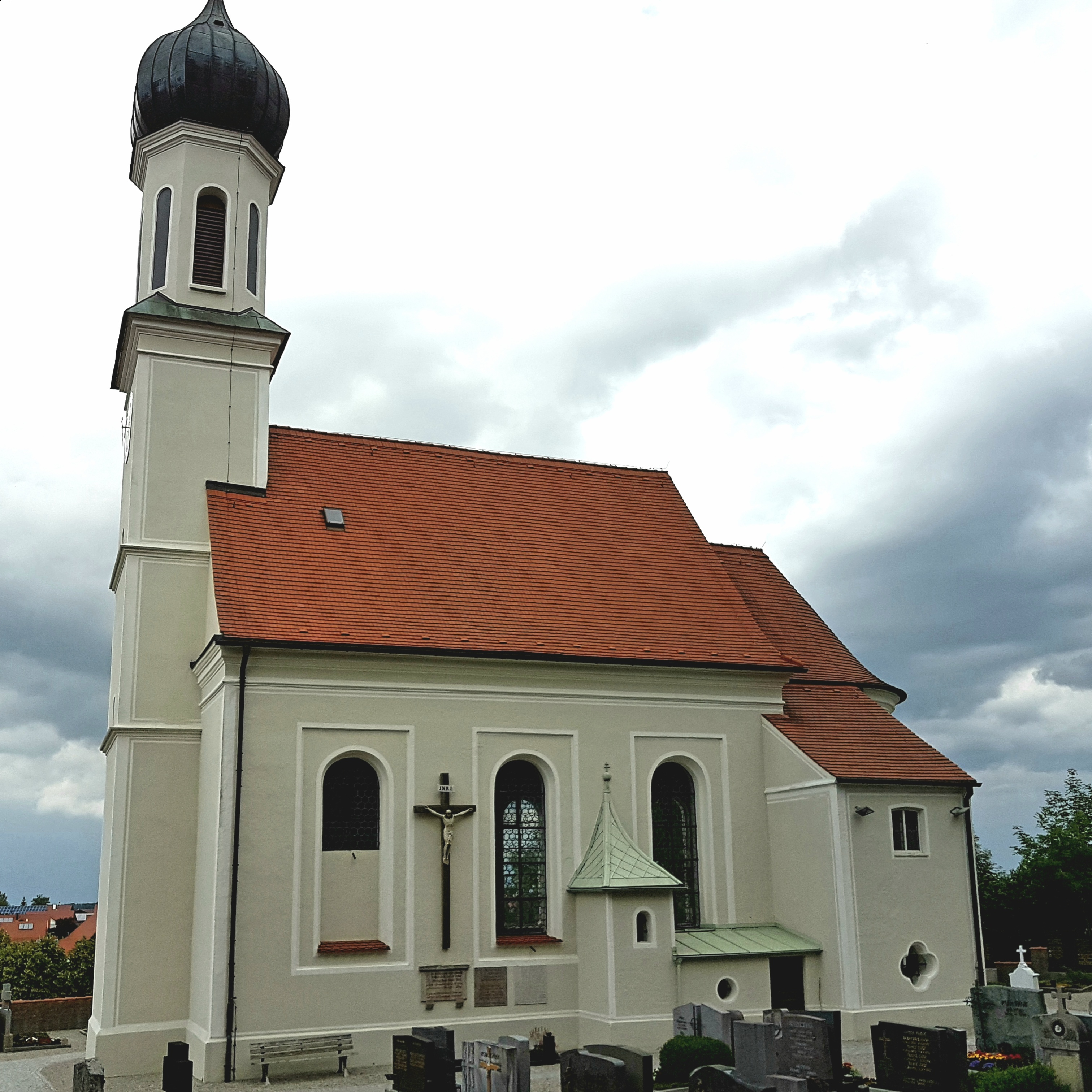
St. Margaretha

Die katholische Pfarrkirche St. Margaretha im oberbayerischen Issing gehört zur Gemeinde und Pfarreiengemeinschaft Vilgertshofen. Die Kirche ist ein spätbarocker Neubau von 1716–1717.

## Geschichte
Eine Pfarrei in Issing ist seit 1332 nachweisbar. Der spätgotische Vorgängerbau von 1517 wurde in den Jahren von 1642 bis 1715 wiederholt als alt, klein und in einem desolaten Zustand von den Pfarrkindern beschrieben. Schicksalhaft eng war die Verbindung zum Ort Vilgertshofen, 1674 blühte dort die Wallfahrt auf. Im Jahre 1705 kam es gegen den Willen der Issinger Pfarrbevölkerung zur Verlegung des Pfarrsitzes zur Wallfahrtskirche.

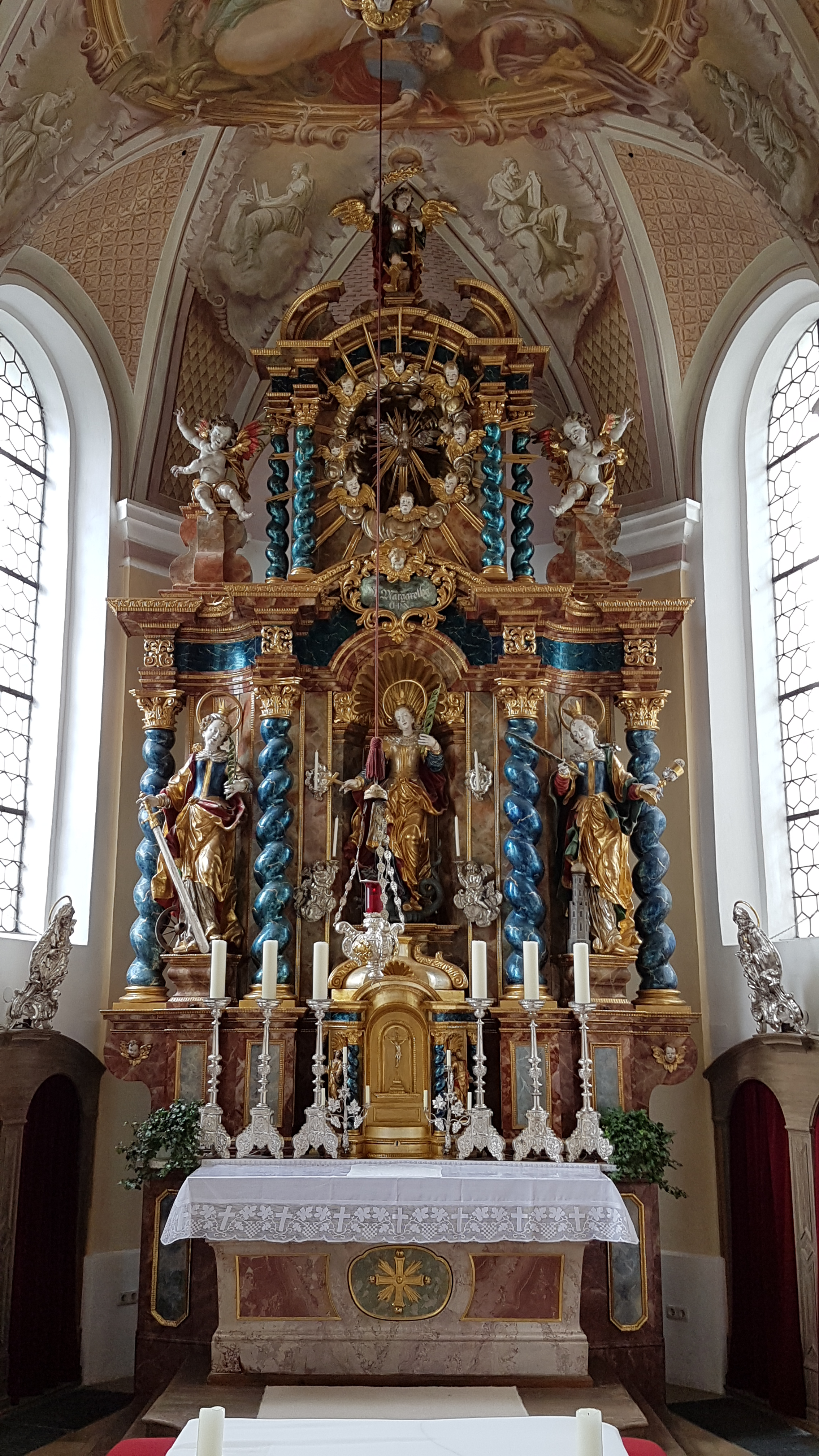
Hochaltar (1720/28)

In den Jahren von 1716 bis 1717 wurde schließlich die neue nunmehrige Filialkirche durch den Wessobrunner Klosterbaumeister Joseph Schmuzer errichtet, jedoch zog sich die Ausstattung bis 1736 hin, so dass die Kirche erst am 13. Juli 1736 geweiht werden konnte. Eine durch den örtlichen Wirt 1729 gestiftete und durch den Landsberger Leonhard Möhringer errichtete Altöttinger Kapelle musste auf Geheiß des Wessobrunner Klosters, das wohl eine Beeinträchtigung der Wallfahrt nach Vilgertshofen befürchtete, bereits 1740 wieder abgebrochen werden. Erst 1777 konnte, unter Abt Engelbert Göggel, der aus Lechmühlen stammende Hofmaler Johann Baptist Baader mit der Ausmalung der gesamten Kirche (im Rokokostil) beauftragt werden.
In der Folge der Säkularisation wurde seitens des Staates die Vilgertshofener Wallfahrt eingestellt und der Vorschlag gemacht, die Kirche abzubrechen und die Baumaterialien zur Errichtung eines neuen Pfarrhofes in Issing zu verwenden. Dazu kam es zum Glück nicht, da dieser komplett durch Übernahme der Baulast der Issinger Bevölkerung zustande kam.

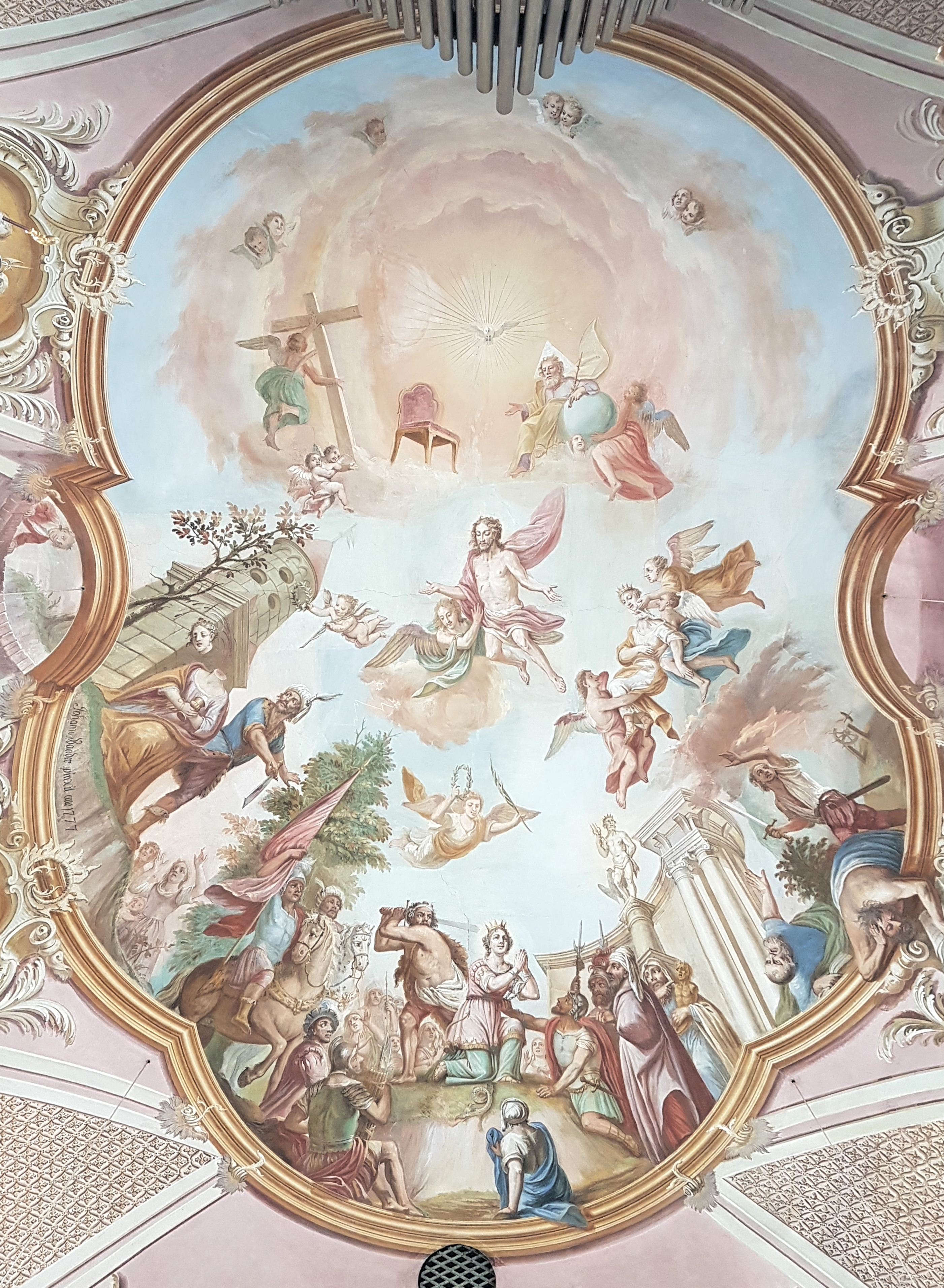
Langhaus-Deckenfresko

Im 19. Jahrhundert gehörte Issing pfarrlich zeitweise zu Thaining, gegen 1900 wurde St. Margaretha endgültig wieder Pfarrkirche. Innenrenovierungen fanden 1860/70, 1933, 1957 und 1996 bis 2002 sowie Außenrenovierungen 1970 und 2009/10 statt.

## Architektur und Ausstattung

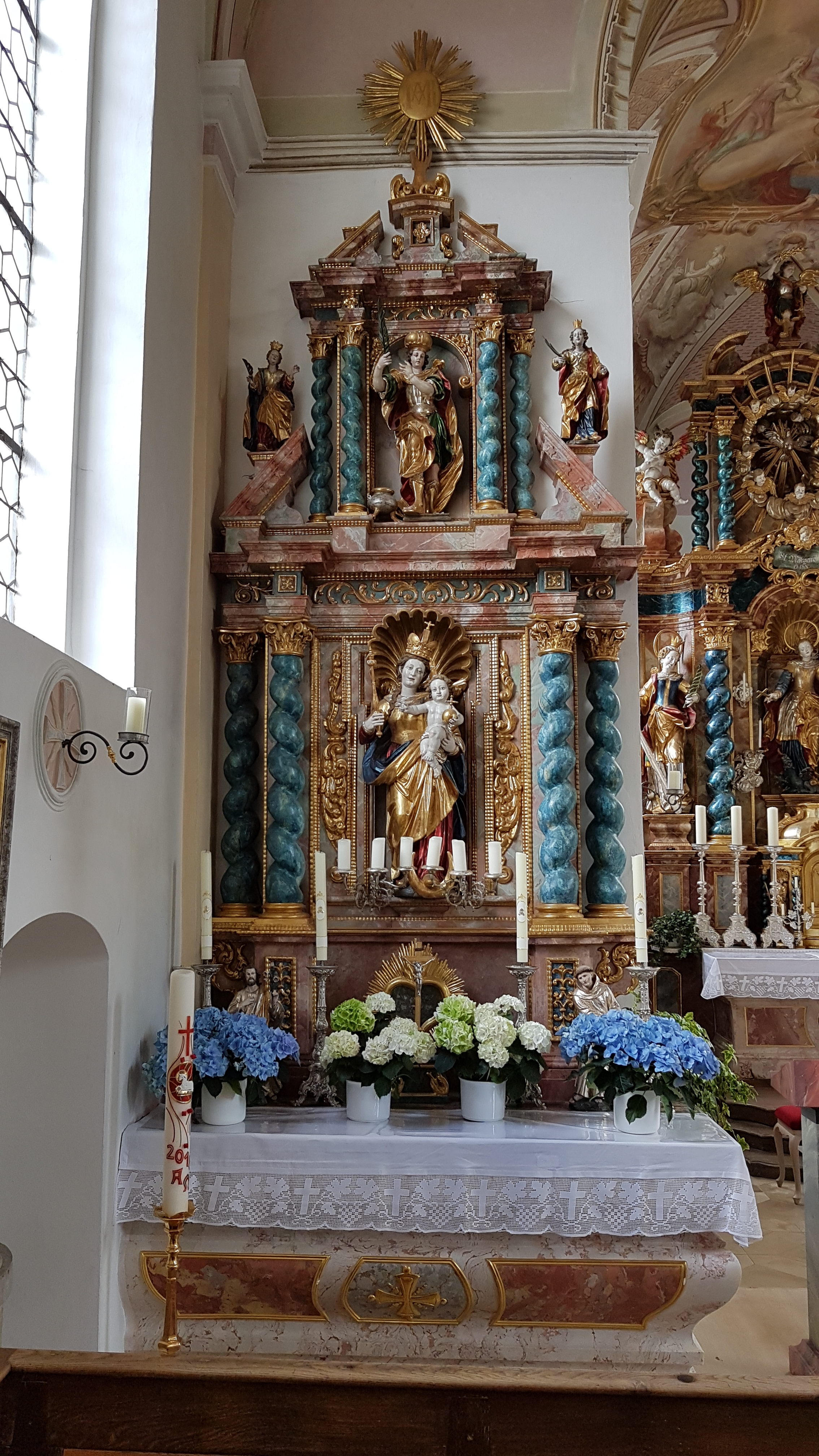
Linker Seitenaltar

Die Kirche ist ein breit angelegter Saalbau mit einem dreijochigen Langhaus und einem eingezogenen einjochigen Chor mit halbrundem Abschluss. Auf dem Westturm sitzt eine welsche Haube. Der Kanzelzugang führt über einen außenseitigen Anbau, der mit der Sakristei verbunden ist. An der südlichen Chorseite befindet sich über der Sakristei ein Oratorium. Das Langhaus und der Chor besitzen im Innern ein Stichkappengewölbe. Die Joche werden durch breite Pilaster getrennt.

### Ausstattung

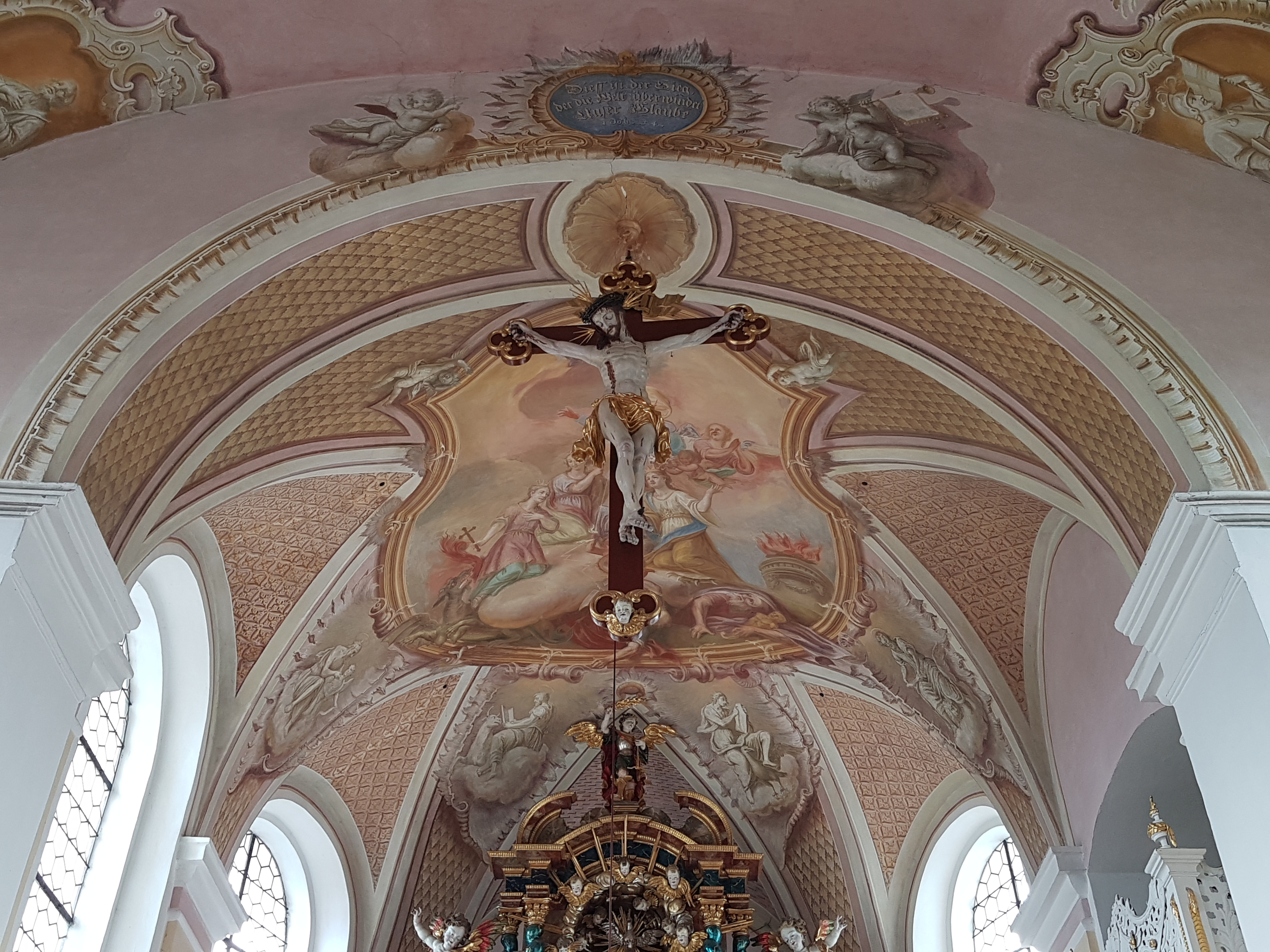
Chorgewölbe mit Chorbogenkreuz

Die Altarausstattung gehört dem Spätbarock an, die Ornamentik lässt aber schon Frührokoko-Formen erahnen. Der Hochaltar (1720/28) birgt im Mittelteil die Figur der Kirchenpatronin Margaretha in einer Muschelnische, an den Seiten stehen jeweils zwischen einem Säulenpaar die Heiligenfiguren der Nebenpatroninnen Katharina (links) und Barbara (rechts). Im Auszug schwebt in einem Puttenkranz eine Taube als Symbol des Heiligen Geistes. Bekrönt wird der Altar von einer Statue des Erzengels Michael als Seelenwäger. Die gesamte Figurenausstattung und die Bildhauerarbeiten schuf Johann Luidl aus Landsberg. Das Deckenfresko im Chor zeigt die Darstellung Die Heiligen Margaretha, Barbara und Katharina in der Glorie (1777, v. J. B. Baader).
Die Seitenaltäre (1690/1728) am Chorbogen wurden ebenfalls von Johann Luidl ausgestattet und sind als Pendants zum Hochaltar gestaltet. Im linken steht eine gekrönte Mondsichelmadonna mit Jesuskind in der mittigen Muschelnische und darüber im Auszug der heilige Vitus, im rechten in der Mitte eine Herz-Jesu-Figur im Strahlenkranz und darüber im Auszug der heilige Benedikt, flankiert von den Heiligen Leonhard und Magnus.

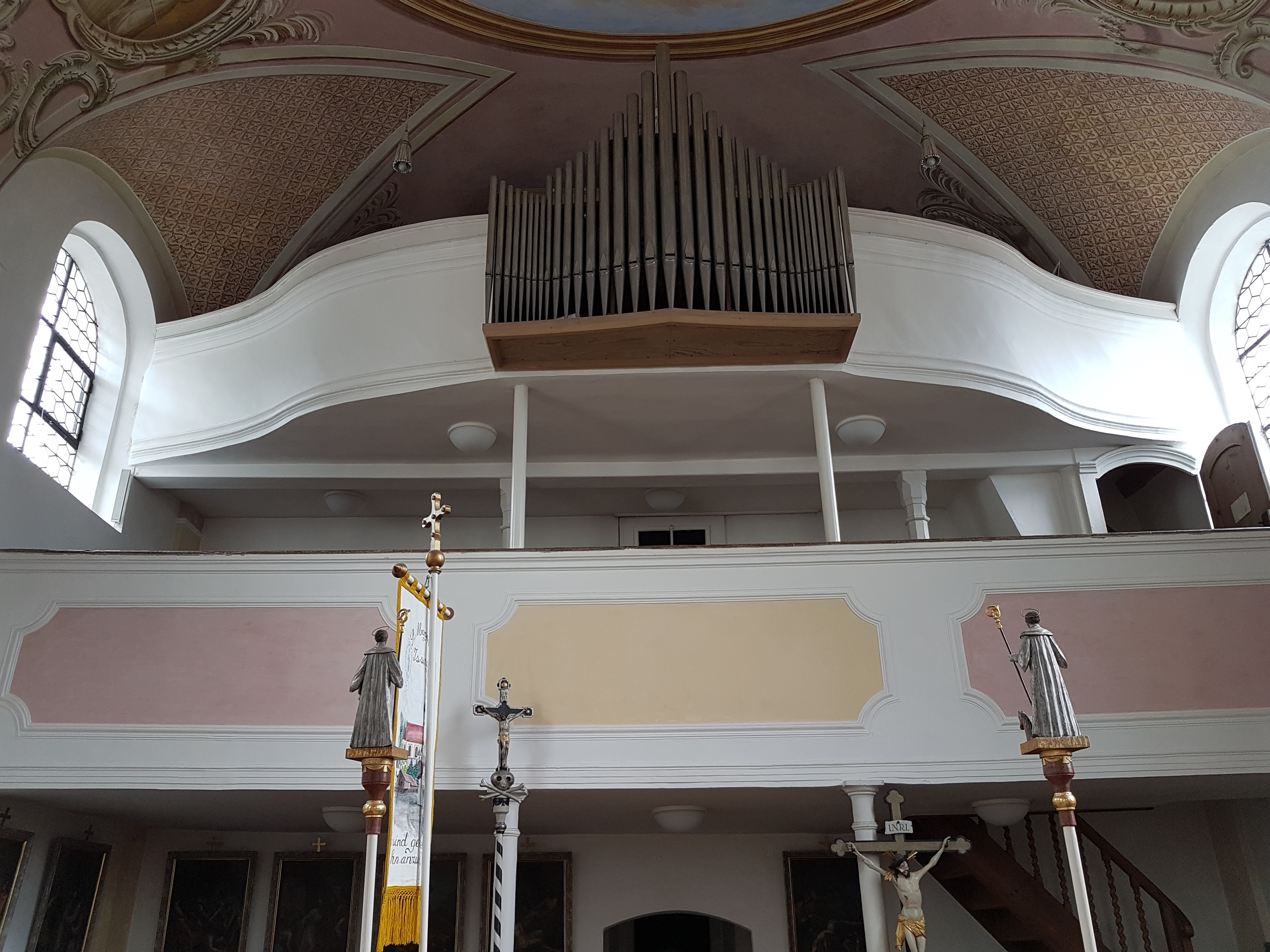
Empore mit Orgel (1959)

Das zentrale Langhausfresko (1777, v. J. B. Baader) zeigt Die Martyrien der Heiligen Margaretha, Barbara und Katharina. In der oberen Freskohälfte ist die Heilige Dreifaltigkeit dargestellt mit einem von seinem Thron herabschwebenden Jesus mit ausgebreiteten Armen. Acht von Ranken umspielte Kartuschenfelder sind dem Apostelzyklus gewidmet, im Chor zeigen die Kartuschen die vier Evangelisten.
Die frühklassizistische Kanzel vom Ende des 18. Jahrhunderts an der Südwand zeigt am Korb die theologischen Tugenden Glaube, Hoffnung und Liebe, auf dem Schalldeckel einen Putto mit den Gesetzestafeln. Gegenüber befindet sich ein großes Kruzifix mit einer Mater Dolorosa (17./18. Jahrhundert). Die vierzehn Kreuzwegstationen von 1758 malte ebenfalls Johann Baptist Baader. Von Johann Luidl stammt das eindrucksvolle Chorbogenkreuz von 1720/30. Als weitere Ausstattung sind zu nennen: mehrere Kleinfiguren vom 17. bis zum 19. Jahrhundert, weitere Gemälde und Prozessionsstangen. Das einfach gestaltete Kirchengestühl stammt aus dem 17. Jahrhundert. Auf die 1904 geschaffene Orgel von Franz B. Maerz aus München folgte das gegenwärtige Instrument (1959) von Josef Zeilhuber aus Altstädten (Sonthofen).

### Würdigung
Die Bildhauerarbeiten in der Kirche zählen zusammen mit denen in der Landsberger Stadtpfarrkirche zu den Hauptwerken von Johann Luidl, mit dem Freskenzyklus hat J. B. Baader eines seiner Spätwerke geschaffen.